# Піддубне (Софіївський район)
Піддубне — колишнє село в Україні, Софіївському районі Дніпропетровської області. Знаходилося в двох кілометрах від села Мар'ївка. Зняте з обліку 27 липня 1989 року.